# Guranda Gvaladze
Guranda Gvaladze (transcripción del georgiano გურანდა ღვალაძე, 23 de junio de 1932 — 24 de enero de 2020. Tiflis, Georgia) es una botánica y taxónoma georgiana, una de las fundadoras de la Embriología Vegetal en Georgia, académica de la Academia Regional de Ciencias (1997), doctora en ciencias biológicas (1974) y profesora (1991). Su padre Evgen Gvaladze (1900-1937) era abogado y publicista, uno de los dirigentes del Movimiento Nacional de Liberación de Georgia, entre 1921 y 1937.

## Carrera
En 1956, se graduó por la Facultad de Biología de la Universidad Estatal de Tiflis. Entre 1956 y 1959 fue estudiante de posgrado del Instituto de Botánica de la Academia de Ciencias de Georgia. De 1959 a 1983 fue miembro de investigaciones (1959-1966) y sénior (1966-1983) del Instituto de Botánica. De 1983 a 1990, jefa del Departamento de Plantas Cultivadas, de 1990 a 2003, jefa del Departamento de Reproducción Vegetal en el Instituto Ketskhoveli de Botánica. De 2003 a 2010 fue jefa de investigaciones de ese departamento. 
Desde 2010, se presenta a Gvaladze como Científica Emérita del instituto de Botánica. En 1962, obtuvo un PhD en biología; y, en 1974 el grado de Doctora en Ciencias Biológicas. En 1991 recibió el título científico de profesora.

## Obra

### Algunas publicaciones científicas
- G.E. Gvaladze. The Chalazal Polar Nucleus of the Central Cell of Angiosperm Embryo Sac. Publishing House "Metsniereba", Tbilisi, 1976, 120 pp. (monografía en ruso, resumen en inglés).

- G.E. Gvaladze. Forms of Apomixis in the Genus Allium L.. In: Apomixis and Breeding. Editó S.S. Khokhlov, Amerind Pub., 1976, p. 160–165.

- G.E. Gvaladze. Asynchronous Division in Embryo and Endosperm in Liliaceae, Proc.Indian Natn.Sci.Acad., B 45, No 6, 1979, p. 596–604

- G.E. Gvaladze. Gamets, Fertilization and Sexual Reproduction of Plants. Publishing House "Znanie", Moscow, 1981, 75 p. (en ruso).

- G.E. Gvaladze. Ultrastructural Study of Embryo Sac of Galanthus Nivalis L.. In: Fertilization and Embryogenesis in Ovulated Plants, VEDA, Bratislava, 1983, p. 203–205.

- M. Chiamporova, M.Sh. Akhalkatsi, G.E. Gvaladze. Ultrastructure of the Ovule Sterile Tissues in Galanthus Nivalis (Amaryllidaceae), Botanicheski J 73 (12) 1988, Moscú, p. 1722–1730 (en ruso).

- G.E. Gvaladze & M.Sh. Akhalkatsi. Ultrastructure of Autumn and Spring Embryo Sac of Galanthus Nivalis L., Annales Scientifiques de l'Universite de Reims Champagne-Ardenne. A.R.E.R.S. No 23, 1988, p. 152–155.

- G.E. Gvaladze & M.Sh. Akhalkatsi. Is the Polygonum-Type Embryo Sac Primitive?, Phytomorphology, 40 (3&4), 1990, p. 331–337.

- G.E. Gvaladze & M.Sh. Akhalkatsi. Double Fertilization in Peperomia Pellucida, Phytomorphology, 48 (4) 1998, p. 405–409.

- Embryology of Flowering Plants, v. 1: Generative Organs of Flower. Editó T.B. Batygina, Science Publishers (USA) 2002 (coautora).

- N. Nadirashvili, G. Gvaladze, M. Akhalkatsi. Structure and Function of the Hypertrophic Synergid in some Species of Genus Allium L., Proc. Georgian Acad. Sci. Biol.Ser. B. v. 4, No 2, Tbilisi, 2006, p. 53–60.

- M. Akhalkatsi, G. Gvaladze, M. Gachechiladze, N. Taralashvili. Embryology of Gentiana Angulosa and G. Pontica (Gentianaceae), Proc. Georgian Acad. Sci. BiolSer., B. v. 2, No 1-2, Tbilisi, 2004, p. 29–34.

- G.E. Gvaladze. Reproduction of Plants, Publishing House "Ligamus", Tbilisi, 2008, 128 p. (en georgiano, resumen inglés).

## Honores

### Membresías
- del Comité de la Sociedad Botánica de Georia (desde 1981),
- de la Asociación Internacional de Búsqueda de Reproducción de Plantas Sexuales (IASPRR, Países Bajos-Canadá, desde 1990. * fundantes de IASPRR),
- de la Organización Internacional de Información Vegetal (IOPI, EE. UU. desde 1999),
- de EuroScience - la Asociación europea para la Promoción de Ciencia y Tecnología (Francia, desde 1998),
- de la Académica de la Academia Regional de Ciencias de Abkhazian (Tbilisi, desde 1997),
- del Comité de Editorial del "Boletín de la Sociedad Botánica Georgiana",
- 1983 a 2010: del Consejo Científico del Instituto de Botánica Ketskhoveli,
- 1998: de las fundadores de la Sección Nacional Georgiana de EuroScience.

### Galardones
En 1990,  recibió la Medalla Internacional S.Navashin "por contribuciones excepcionales en Embriología Vegetal".